# Narrativa modernista catalana
La narrativa modernista catalana va néixer durant l'última dècada del segle xix. El moviment modernista pretén modernitzar i europeïtzar la cultura i la literatura catalanes. Els modernistes critiquen la societat i la cultura catalanes, que consideren anacròniques, és a dir, antiquades, i localistes. Es proposaran promoure una cultura i un art moderns i europeus, superant els models vuitcentistes.

## Cronologia

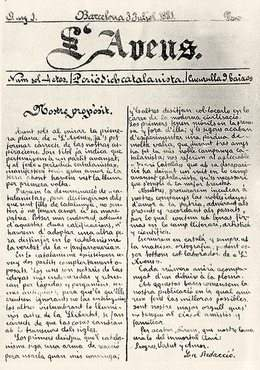
El diari L'Avenç va ser l'impulsor del modernisme català

Situem l'inici del modernisme català l'any 1892, quan la revista L'Avenç esdevé la plataforma d'aquest moviment, ja que recollirà totes les novetats artístiques i literàries que s'estan produint a Europa.
El modernisme català es dona per finalitzat l'any 1911, quan moren dos dels modernistes més importants: el poeta Joan Maragall i Gorina i el pintor Isidre Nonell i Monturiol. Tanmateix, es considera que la darrera obra literària modernista és la novel·la La vida i la mort d'en Jordi Fraginals, de Josep Pous i Pagès, publicada l'any 1912.

## Objectius principals del modernisme
El modernisme català va significar la transformació, en paraules de l'escriptor Joan Fuster, d'una cultura regional i tradicionalista en cultura nacional i moderna. Va ser molt més, doncs, que una opció estètica. Va ser una opció ideològica de fons en el sentit més ampli de la paraula. Els modernistes anhelaven trencar amb les velles nocions que havien arrelat amb la generació anterior. L'objectiu era aconseguir una cultura moderna amb formes i idees noves, superar el positivisme naturalista i, alhora, la Renaixença i invalidar els valors socials i artístics establerts. Per fer-ho, calia emmirallar-se en les cultures més avançades d'Europa, sobretot la francesa, i crear de nou un art, una literatura i uns corrents de pensament que, homologats segons els criteris de modernitat, permetessin un canvi global del model de societat.
Els primers passos els van fer els que havien optat pel catalanisme progressista de Valentí Almirall. El sector liderat per Ramon D. Perés va fer possible la primera etapa de L'Avens (1881-1884). En aquest primer cenacle hi havia els crítics Josep Yxart i Joan Sardà, ben establerts en l'engranatge cultural de la restauració però atents, ja, a les noves propostes. Aquest primer grup va començar a donar forma, molt tímidament, al modernisme.
Més clara i contundent va ser la postura dels que formarien part de la segona etapa de la revista, ara L'Avenç (1881-1893). Articles com el que amb el temps esdevindria tot un clàssic, Viure del passat, de Jaume Brossa, delimitaven amb nitidesa l'abast del nou corrent. Joaquim Casas-Carbó i Jaume Massó i Torrents van reformular la revista. Més tard, s'hi van incorporar Alexandre Cortada, Raimon Casellas i Brossa mateix, que van donar el to combatiu que caracteritzaria la publicació. El canvi de nom de la revista també fou significatiu. L'Avenç adoptava un nou model de llengua i s'afegia a la campanya de reforma lingüística que propugnava un català unitari i vàlid per a tots els usos cultes. Per tant, el nou equip de la revista no tan sols abanderava la modernitat sinó que les aspiracions tenien un abast nacional.
Aquest segon capítol de L'Avenç es va tancar el 1893. S'havia aconseguit la formació d'una intel·lectualitat moderna, però l'esperit anàrquic d'alguns membres de la revista, sobretot de Brossa i Pere Coromines, i la repressió consegüent, que va culminar amb el procés de Montjuïc, en van estroncar la continuïtat i van propiciar discrepàncies internes i la dispersió, en diversos fronts, d'aquella intel·lectualitat primerenca.

## Característiques
Les principals característiques de la narrativa modernista són:
- Rebuig del model realista-naturalista: després del procés d'industrialització, a la fi dels anys vuitanta del segle xix, el sistema burgès mostra les primeres clivelles; aquesta crisi també afecta el concepte de novel·la: el model realista-naturalista esdevé inviable. En primer lloc pel desprestigi del mateix Émile Zola, el seu màxim impulsor, i en segon terme per la pèrdua de credibilitat d'un mètode, el positivista (basat en l'anàlisi cientifista i racional), que no porta a un món més just i humà com s'havia pronosticat. Enmig d'un desconcert general, del pessimisme i de la crítica, es troben en auge les formulacions personals i subjectives que aborden la realitat des d'angles nous, ni totalitzadors ni ordenadors, perquè la realitat es percep esmicolada, múltiple i caòtica, inaprehensible. Una conseqüència d'aquest desencís és la revolta dels joves que es traslladen a París, al barri de Montmartre, de mala anomenada, i pretenen construir un art fora dels circuits oficials. L'artista, ésser sensible i privilegiat, s'automargina d'una societat de costums rígids i retrògrads, i genera una vida bohèmia que es coneix amb el nom de Decadentisme. El tedi i el menyspreu amb què la contemplaven van ser definits per Baudelaire amb el mot anglès spleen. En les primeres manifestacions modernistes catalanes, com la revista L'Avenç, Zola encara és presentat com a model perquè, a manca de formulacions concretes, coincideixen amb el seu afany regenerador. A més, com passarà posteriorment en altres moments de la història del gènere de la novel·la, la tradició narrativa catalana encara és molt fràgil i tampoc no disposa d'una infrastructura editora estable. De fet, són els modernistes qui consolidaran el gènere i connectaran amb un ampli sector de públic lector. La indústria editora segueix depenent dels llibreters. La novel·la i els relats troben sortida a través dels grups culturals de les revistes. Cal destacar la Biblioteca Popular de l'Avenç i les principals obres modernistes a través del fulletó de la revista, i la Biblioteca del Poble Català, lligada al diari.
- Defensa d'una llengua moderna: Els modernistes van cercar els models lingüístics en el món rural, on la parla presentava una castellanització menor. Procuraven evitar qualsevol mena de barbarisme, vulgarisme o col·loquialisme. Cal tenir en compte que en aquell moment Pompeu Fabra i Poch no havia publicat el Diccionari de la llengua catalana, per tant, la llengua no havia estat ordenada.
- La recerca de l'art total amb la incorporació de diverses manifestacions artístiques a les tècniques literàries.
- Reproducció de les tensions entre l'artista incomprès i la societat burgesa: la influència del vitalisme de Nietzsche i d'Ibsen es va deixar notar en els personatges, dotats d'una força espiritual que els duu a la marginació, al lideratge, a la soledat i a la incomprensió per estar per damunt del sistema de valors de la societat burgesa.
- Sinceritat i verisme: l'autor intenta reproduir els seus estats d'ànim a través del comportament dels seus personatges i dels objectes descrits de manera subjectiva.
- Llengua i estil narratiu: inaugurat per Raimon Casellas. El llenguatge respon a una intenció estilística. Introducció dels elements emfàtics i afectius propis de la llengua parlada i concretament dels pagesos catalans: diminutius, augmentatius, exclamacions, renecs, vulgarismes, repeticions, pleonasmes...
- Forta càrrega eròtica: especialment en la narrativa hi va haver un erotisme reprimit, que sovint esclata en forma de sacré.
- Visió tràgica del món rural: les accions es desenvolupen en un marc fora de ciutat, a foravila, preferentment la muntanya. El món rural no és considerat com un indret idíl·lic, de vida no contaminada, sinó que és enfocat d'una forma crua, negra i pessimista. La natura representa les forces primàries, brutals de l'instint, de les baixes passions. Es presenta com a destructora de l'individu, de la llibertat, de la força creativa. El pagès és la rutina, l'hostilitat a tot el que és nou, la submissió fanàtica a tradicions opressives, la dependència de les deficiències morals que se’n deriven: avarícia, egoisme, mesquinesa. Els modernistes idealitzen el solitari, el marginat, figura que cal interpretar com l'artista i intel·lectual modernista que s'enfronta a les masses, a les multituds, a les quals tracta de regenerar. Planteja les relacions entre un individu inquiet i revoltat i una massa social passiva, que intenta asfixiar les pretensions renovadores del personatge.
- Simbolisme: la narració modernista és un encadenament de símbols darrere d'un referent real. És la realitat mateixa que el modernisme capta com un conjunt de signes de misteri, del desconegut.

## Tipus de narrativa modernista

### Narrativa costumista
En la narrativa costumista s'adapta la unitat estètica del quadre de costums però no el contingut. No té una clara tendència cap a la construcció d'una trama narrativa, sinó cap a la desintegració de la novel·la en un seguit d'escenes i narracions independents. Santiago Rusiñol i Prats és l'autor més destacat, amb la seva obra mestra L'auca del senyor Esteve.

### Narrativa decadentista
La narrativa decadentista no reflecteix una realitat objectiva, sinó una realitat interior, oculta; no descriu el món físic sinó els efectes que produeix. En aquesta novel·la, de caràcter tant subjectiu, la lletjor i el color són valorats estèticament i l'erotisme i la sensualitat esdevenen temes freqüents. Destaquen els autors Miquel de Palol amb Camí de llum i Prudenci Bertrana amb la novel·la Josafat.

### Narrativa rural o novel·la rural
Amb el Romanticisme començà a aparèixer un gran nombre de narracions curtes i de novel·les de tema rural que iniciaren una moda molt estesa durant la primera dècada del segle xx: el ruralisme. Només una part recollí els conflictes ideològics de finals de segle, aquesta és la novel·la modernista. Adopta les tècniques de descripció i anàlisi típiques del Naturalisme; la influència que el medi exerceix sobre els personatges contra la qual lluita el protagonista o la interrelació home-medi. Hi predomina la narració sobre el diàleg. En destaca l'autor Raimon Casellas i Dou.

## Autors

### Prudenci Bertrana i Comte

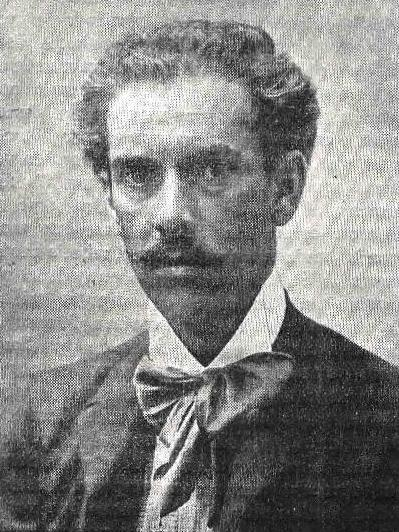
Prudenci Bertrana i Comte

Prudenci Bertrana i Comte (Tordera, 1867 - Barcelona, 1941). va ser un escriptor modernista. Va estudiar el batxillerat a Girona i va fer un curs d'enginyeria industrial a Barcelona, on s'instal·là definitivament el 1911 i on va dirigir L'Esquella de la Torratxa i La Campana de Gràcia. Exercí de periodista i de professor de pintura. També col·laborà a El Poble Català, La Publicitat, Revista de Catalunya i La Veu de Catalunya.
Literàriament es desmarca de les modes de l'època. És conegut sobretot per la novel·la Josafat (1906), la primera de la seva producció en aquest gènere, i pel recull Proses bàrbares (1911), però publica els seus primers contes l'any 1903, considerats de gran qualitat. La producció contística de Bertrana té tres motius principals: el paisatge, els camperols i les bèsties. La seva obra novel·lística, estructurada des d'una observació minuciosa i detallada del món, parteix de l'experiència de la pròpia vida com a home i escriptor. És, però, en la trilogia Entre la terra i els núvols —integrada per L'hereu (1931), El vagabund (1933) i L'impenitent (1948)— on es reflecteix més el pòsit autobiogràfic, recollit al voltant de les frustracions personals, la més dolorosa de les quals és la mort de tres fills. Les memòries de la seva filla Aurora, que també es dedica a la literatura, contenen nombroses referències del seu pare.

### Caterina Albert i Paradís

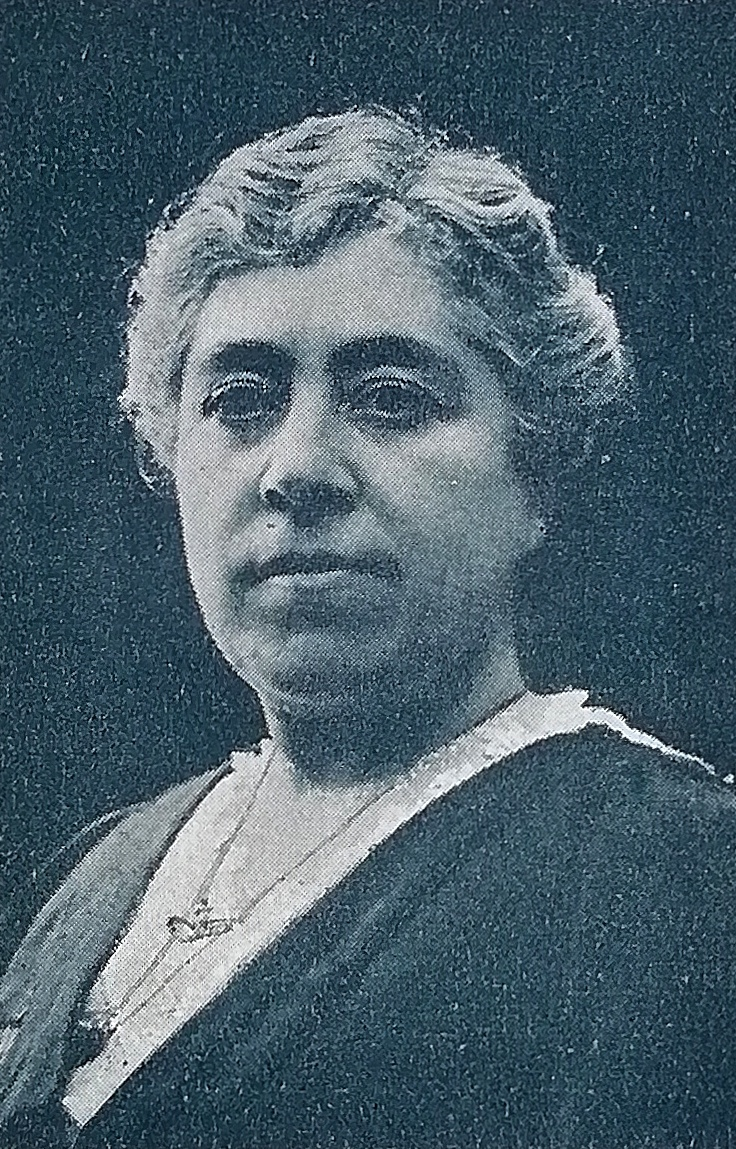
Caterina Albert i Paradís

Caterina Albert i Paradís (L'Escala, 1869 - 1966), més coneguda pel pseudònim Victor Català, va ser una novel·lista, narradora, autora teatral i poeta. Amb la seva obra enceta la tradició literària catalana escrita per dona, encara que, com altres escriptores europees de l'època, es va veure forçada a amagar la seva identitat sota el pseudònim masculí de Víctor Català.
Tot i que pretén dedicar-se al teatre, arran de l'escàndol produït pel monòleg La infanticida, guardonat als Jocs Florals d'Olot el 1898, es decanta a escriure narrativa breu i, en menor mesura, novel·la, gèneres en els quals obté un reconeixement immediat i que han marcat decisivament l'evolució de la narrativa catalana del segle xx. Cal destacar especialment la influència sobre les escriptores que, de Rodoreda fins a l'estricta contemporaneïtat, la consideren una mestra indiscutible.
Coincidint amb el Modernisme, es dona a conèixer amb Drames rurals (1902), títol que donà nom al gènere, al qual seguiren Ombrívoles (1904), Caires vius (1907) i la novel·la Solitud (1905), considerada la seva obra mestra. En els tres reculls analitza la situació de la dona en la societat de l'època, les relacions de parella i el treball, sobretot en l'escenari del camp, i n'ofereix una imatge molt negativa, plena de violència i crueltat, que contravé els models idíl·lics heretats del segle xix. La Mila, la protagonista de Solitud, s'hi revolta i amb un gest plenament simbòlic, abandona casa i marit per començar una nova vida.
Després d'un període de silenci, coincidint amb el Noucentisme, Caterina Albert continua la seva obra, assaja noves formes en la novel·la Un film (3.000 metres) (1926), amb tècniques procedents del cinema, i publica altres volums de contes: La mare Balena (1920) i, posteriorment, Contrallums (1930), que contenen alguns dels millors relats. Ja en la immediata postguerra, deixa sentir la seva veu aguda adaptant els relats a la nova societat sorgida dels anys trenta, i dona a conèixer els reculls Vida mòlta (1950) i Jubileu (1951). També publica Mosaic (III) (1946), volum d'articles escrits des de 1903 que descriuen aspectes autobiogràfics. Constitueix un testimoni important per acostar-nos als problemes que hagué d'afrontar com a escriptora.

### Santiago Rusiñol i Prats

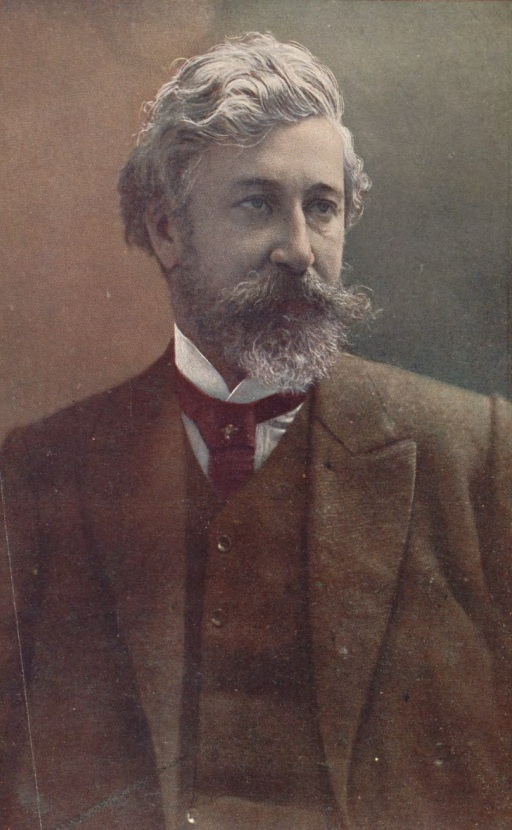
Santiago Rusiñol i Prats

Santiago Rusiñol i Prats (Barcelona, 1861 - Aranjuez, 1931) va ser un autor dramàtic, narrador, pintor i col·leccionista.
Inicia la seva carrera creativa com a pintor, i amb posterioritat es dedica a la literatura amb més de noranta títols de tots els gèneres. En teatre, primer fa petits monòlegs i, de seguida, obres com L'alegria que passa (1891) i El Jardí abandonat (1900), d'alt contingut simbolista. Format a París, és un dels precursors del modernisme a Catalunya, amb plataformes com El Cau Ferrat, a Sitges, o Els Quatre Gats, a Barcelona. Es converteix en un dels escriptors més reeditats de la seva època. D'una de les seves novel·les més conegudes, L'auca del senyor Esteve (1907), en fa una versió teatral, que ha esdevingut un clàssic del teatre català.